# Château du Catajo
 (janvier 2023).
Si vous disposez d'ouvrages ou d'articles de référence ou si vous connaissez des sites web de qualité traitant du thème abordé ici, merci de compléter l'article en donnant les références utiles à sa vérifiabilité et en les liant à la section « Notes et références ».
Le château de Catajo est un édifice historique de 350 pièces situé à Battaglia Terme dans la province de Padoue en Italie. Il a été construit à partir du XVIe siècle par Pie Énée I Obizzi.

## Histoire du château

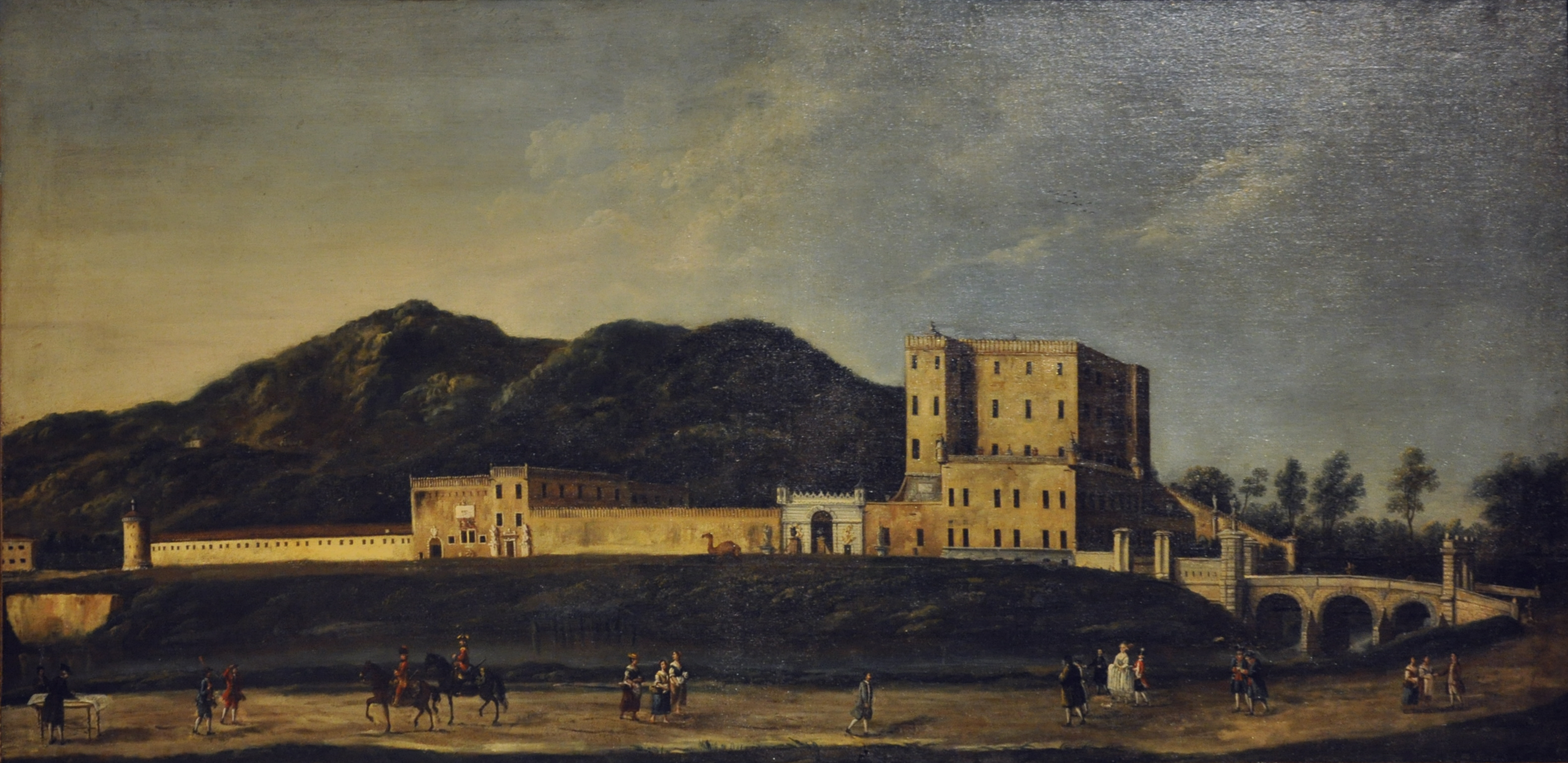
Image du château dans des années 1xxx-1xxx <- pas d'année dans les détails de l'image éditez si vous savez la date.Thx

Le château de Catajo doit sa construction à la famille Obizzi, originaire de la Bourgogne en France qui est arrivée en Italie dans le sillage de l'empereur Henri II en 1007. Durant une période de paix, Pie Énée Ier Obizzi attiré par la beauté des collines euganéennes, a décidé de construire un palais adapté à la gloire de sa famille en agrandissant la maison maternelle construite au début du XVIe siècle, aujourd'hui appelée Casa di Beatrice.
Cet édifice a été conçu par Pio Enea lui-même avec l'aide de l'architecte Andrea Da Valle. Il se trouve à mi-chemin entre le château militaire et la villa princière. La partie la plus impressionnante appelée Castel Vecchio a été construite en seulement trois ans entre 1570 et 1573, bien que plusieurs extensions aient été faites jusqu'à la seconde moitié du XIXe siècle.
La famille Obizzi s'est éteinte en 1803 avec le marquis Tommaso, qui a laissé le château aux héritiers de la Maison d'Este, les archiducs de Modène ; ce furent des années de splendeur avec François IV et Marie-Béatrice d'Este, qui l’aimaient particulièrement. C’est à cette époque que fut construite l'aile la plus septentrionale, appelée Castel Nuovo, pour abriter la cour impériale autrichienne en visite. À la mort de François V, sans enfant, le Catajo passa à l'héritier du trône d'Autriche François-Ferdinand d'Autriche. C'est par ces deux derniers propriétaires que les collections archéologiques des Obizzi, ainsi que de vastes collections comprenant des instruments de musique, des armes et des peintures, ont été transférées à Vienne et au château de Konopiste à Prague.
Après la Première Guerre mondiale, le Catajo a été réquisitionné par le gouvernement italien en réparation des dégâts de guerre. Vendu aux enchères à la suite de la crise de 1929, le château a été acheté par Dalla Francesca qui l'a vendu fin 2015.
Actuellement, le château est une propriété privée, mais il reste ouvert au public.

## Art

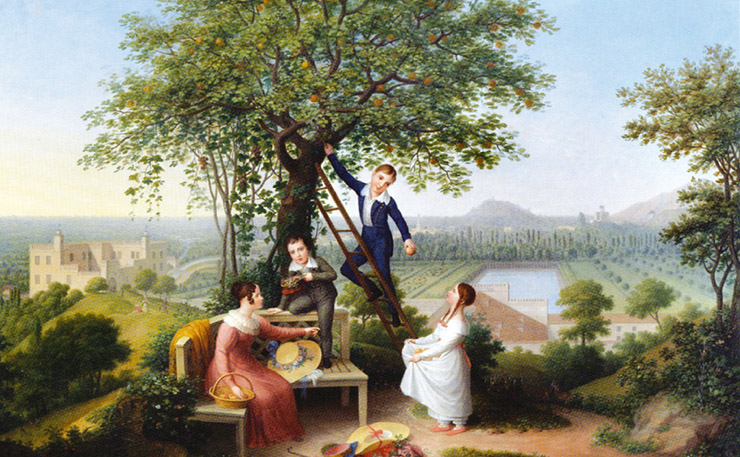
Les Fils de François IV de Modène dans le jardin du Château du Catajo Bernardino Rossi Avant 1830